# Phoroncidia puketoru
Phoroncidia puketoru là một loài nhện trong họ Theridiidae.
Loài này thuộc chi Phoroncidia. Phoroncidia puketoru được Brian John Marples miêu tả năm 1955.